# Alice Rahon
Alice Rahon, nata Alice Marie Ivonne Philippot, coniugata Paalen poi Fitzgerald (Chenecey-Buillon, 8 giugno 1904 – Città del Messico, settembre 1987), è stata una scrittrice e artista francese di matrice surrealista.
La sua opera contribuì alla nascita dell'astrattismo in Messico. Iniziò la carriera come poetessa surrealista in Europa, poi divenne pittrice in Messico. Fu un'artista prolifica tra la fine degli anni quaranta e gli anni sessanta ed espose frequentemente in Messico e negli Stati Uniti, Paesi nei quali era circondata da molte amicizie. La sua opera rimase legata al surrealismo, in cui introdusse innovazioni tramite l'inclusione di elementi astratti e l'utilizzo di tecniche nuove come lo sgraffito e l'impiego di strutture preparate con la sabbia. Negli ultimi anni di vita rimase isolata per motivi di salute e venne dimenticata, nonostante la sua influenza sull'arte moderna messicana. Fecero eccezione le retrospettive del 1986 presso il Palacio de Bellas Artes e del 2009 e 2014 presso il Museo d'arte moderna di Città del Messico.

## Biografia
Pur essendo originaria del Doubs nella Franca Contea ad est della Francia, trascorse infanzia e giovinezza a Parigi. Da bambina era solita passare le vacanze estive e natalizie nella casa dei nonni paterni a Roscoff, in Bretagna, dove visitò le spiagge di Morlaix, nella parte occidentale della Francia.
All'età di circa tre anni subì un incidente che le causò la frattura dell'anca destra, e le cui conseguenze si ripercossero sul resto della vita. Costretta a letto per lunghi periodi, finì per isolarsi dagli altri bambini, compresa la sorella minore Geo, e trascorse il tempo nel giardino di famiglia leggendo, scrivendo e mantenendo occupata la mente. L'isolamento aumentò quando a dodici anni cadde di nuovo e si ruppe una gamba. Tali eventi le conferirono un'identità fragile, e da adolescente la portarono a preferire la solitudine popolata di mondi immaginari. Per tutta la vita fu perseguitata da dolori ed assunse un'andatura claudicante.
Rimase incinta quando era ancora molto giovane, ma il bambino aveva difetti congeniti e morì poco dopo la nascita.
A Parigi conobbe lo stile bohemien. Nel 1931 incontrò l'artista austriaco Wolfgang Paalen, che sposò nel 1934. Insieme al marito entrò in contatto con il movimento surrealista, di cui divenne ufficialmente membro nel 1936. Nello stesso anno iniziò a pubblicare poesie con il nome di Alice Paalen e fece la conoscenza di altre artiste, come la fotografa svizzera Eva Sulzer, l'amicizia con la quale sarebbe durata tutta la vita. In questo periodo venne anche fotografata da Man Ray, e Picasso le dedicò una poesia; con quest'ultimo ebbe una relazione a causa della quale il marito minacciò di suicidarsi.
Insieme a Paalen Alice iniziò a viaggiare all'estero, abitudine che mantenne a lungo, recandosi in Alaska, Canada, Stati Uniti, Libano e Messico.. In particolare la visita, nel 1933, alla Grotta di Altamira con il marito, ed il viaggio in India nel 1936 insieme a Valentine Penrose ebbero un effetto che si ripercosse sulla vita e sull'arte di Alice, che in vecchiaia diede perfino il nome di Visnù e Subhashini a due gatti. Il viaggio in India contribuì anche a creare un rapporto di amicizia intima con Valentine Penrose, tanto che i versi poetici dell'una riecheggiarono quelli dell'altra per diversi anni.
I coniugi Paalen ed Eva Sulzer vennero invitati in Messico da André e Jacqueline Breton e Frida Kahlo. Prima di raggiungere il Messico si erano recati in Alaska, nella Columbia Britannica e sulla costa occidentale degli Stati Uniti, dove Paalen era rimasto affascinato dall'arte indigena. La coppia giunse infine a Città del Messico nel 1939, inizialmente risiedendo in un albergo nei dintorni di San Ángel, poi ospitata da Frida Kahlo e Diego Rivera, dei quali Alice divenne amica. Con Frida, in particolare, condivideva le frustrazioni di un corpo fragile e l'impossibilità di avere figli e così pure il ricorso all'arte ed alla scrittura per impiegare il tempo. In Messico infatti Alice iniziò a dipingere sotto la guida del marito. Il legame con Frida portò alla successiva creazione di un dipinto intitolato La balada para Frida Kahlo. Sia il fascino del Paese, sia lo scoppio della seconda guerra mondiale spinsero Wolfgang ed Alice a stabilirsi in Messico. Alice, in particolare, assunse la cittadinanza messicana nel 1946.
Nel 1947 i coniugi Paalen divorziarono; Alice assunse il cognome di Rahon, probabilmente derivato dalla nonna bretone. Ebbe relazioni con la scrittrice Elizabeth Smart e con l'artista Sonja Sekula; sposò infine il canadese Edward Fitzgerald, autore di scenografie per Buñuel. Diversi anni più tardi terminò anche il secondo matrimonio, dopo il lavoro svolto insieme per un film. Alice Rahon si dedicò infatti anche al teatro ed al cinema.
Dopo il secondo divorzio, la sua vita sociale gravitò intorno a gruppi di amici conosciuti in Europa in ambito artistico, intellettuale e fra gli stranieri esiliati. Negli anni cinquanta tali amicizie includevano il pittore Rufino Tamayo, l'artista Carlos Mérida, il poeta Octavio Paz, lo scrittore Henry Miller, la scrittrice Anaïs Nin, lo scultore Henry Moore, Gordon Onslow Ford, uno dei pittori del primo gruppo surrealista parigino, oltre a Frida Kahlo e Diego Rivera. Mantenne anche i contatti con gruppi di artisti a New York ed in California. Dopo la sua morte furono ritrovati gli appunti che lei stessa aveva tratto dalla biografia di queste persone.
Dopo il secondo divorzio Alice continuò anche a viaggiare frequentemente, in parte per seguire le esposizioni delle proprie opere negli Stati Uniti ed in Messico, in parte per visitare varie città messicane. Trascorse lunghi periodi ad Acapulco, in quanto era una nuotatrice provetta, nonostante i problemi fisici, e nell'acqua si trovava più a proprio agio che sulla terraferma.
Nel 1967 ebbe un altro incidente: cadde lungo le scale all'inaugurazione di una mostra presso la Galería Pecanins a Città del Messico. La caduta danneggiò la spina dorsale, ma Alice rifiutò le cure mediche, dichiarando che i medici l'avevano torturata a sufficienza quando era bambina. Il danno la trasformò in eremita. Le vennero dedicate un'esposizione presso la Galería de Arte Mexicano nel 1975 ed una retrospettiva presso il Palacio de Bellas Artes nel 1986, ma trascorse il resto della vita in solitudine, con pochi amici che si recavano a farle visita. Fra questi Eva Sulzer ed il docente statunitense Wayne Siewart, che conosceva fin dagli anni cinquanta. Visse nella sua casa di San Angel circondata dai ricordi, dai libri come quelli di Breton e di Paul Éluard, dalle poesie di Picasso, dalle lettere di Henry Moore e di Anaïs Nin, dai dipinti dedicateli da Yves Tanguy e da Wolfgang Paalen, da vecchie fotografie e memorie.
Negli ultimissimi tempi non riuscì più ad essere autonoma e venne ricoverata in una casa di riposo, dove rifiutò il cibo. La mancanza di nutrimento la portò in pochi mesi alla morte, avvenuta nel settembre 1987.

## Attività
Alice Rahon iniziò la propria carriera come poetessa. Nel 1935 entrò a far parte del movimento surrealista in Europa, e tramite Paalen conobbe artisti quali Paul Éluard e Max Ernst. In Francia nel 1936 pubblicò tramite le Éditions Surréalistes e con il nome di Alice Paalen la raccolta di poesie À même la terre, contenente una stampa di Yves Tanguy ed un bozzetto di Benjamin Péret; nel 1938 uscì Sablier Couché, illustrato da Joan Miró. Entrambe le pubblicazioni trovarono il sostegno di André Breton.
In India scrisse Muttra ed altre poesie che risentivano dell'influenza hindi, oltre a versi dedicati ai pittori che preferiva, come Pablo Picasso.

In Messico Alice gradualmente abbandonò la poesia, dopo avere pubblicato nel 1941 un'ultima raccolta intitolata Noir Animal, contenente un suo ritratto dipinto da Paalen, ed aver contribuito con alcuni versi ed illustrazioni alla rivista d'arte DYN. Tale periodico, fondato dalla stessa Rahon, da Wolfgang Paalen e dal poeta e pittore surrealista peruviano César Moro, pubblicava scritti sul Messico in inglese ed in francese per il pubblico straniero. Alice Rahon ebbe più che altro un ruolo di curatrice della rivista, lavorando con scrittori quali Alfonso Caso, Miguel Covarrubias e Jorge Enciso, ma contribuì anche con diverse illustrazioni ed alcuni testi, fra i quali Poème-tableau (1939). Quest'opera era composta di un guazzo e di una breve poesia:
(Alice Rahon, Le Sourire de la Mort.)
Nel 1940 partecipò insieme a Paalen all'esposizione internazionale del surrealismo tenutasi presso la Galeria de Arte mexicano.
Come pittrice Rahon continuò pur sempre ad essere legata alla poesia illustrando gli scritti di altri, per esempio Château de Grissou di Moro. Alice iniziò a dipingere poco dopo essere arrivata in Messico nel 1939 e si dedicò alla pittura per quasi quarant'anni. Il primo marito Wolfgang Paalen la incoraggiò e l'aiutò ad esporre tra il 1944 ed il 1945 in Messico, in California ed a New York. In seguito Rahon espose frequentemente le proprie opere, in particolare tra la fine degli anni quaranta e gli anni sessanta in Messico, negli Stati Uniti d'America e perfino a Beirut, non di rado lavorando insieme ad artisti e scrittori europei che si erano trasferiti all'estero.
Verso la fine degli anni quaranta iniziò ad interessarsi al teatro, in particolare quello dei burattini. Realizzò la scenografia ed i costumi per un balletto, Orión, el gran hombre del cielo, di cui tuttavia non vide mai la messa in scena, realizzata soltanto nel 2009 ad opera di un gruppo chiamato "Laboratorio de la Máscara", in occasione di una retrospettiva dedicatale dal Museo de Arte Moderno. Il gruppo utilizzò le indicazioni ed i bozzetti originali di Rahon per creare l'ambientazione e la coreografia ispirate alle danze indiane.
Insieme al secondo marito Edward Fitzgerald, Alice lavorò ad un cortometraggio intitolato Les Magiciens: la storia di un mago che viveva in fondo al mare. Il protagonista era talvolta impersonato da un attore, talvolta da una marionetta. Si trattò di un progetto lungo e costoso, spesso finanziato tramite la vendita di chutney e di altro cibo che Alice preparava personalmente. La separazione dal secondo marito comportò la perdita dell'unica copia del film, di cui rimasero soltanto alcuni fotogrammi.
Nel 1955 espose a Parigi; in quell'occasione non ottenne riconoscimenti da Breton, più sensibile alle sue poesie che alla sua pittura.
Fra gli anni cinquanta e sessanta creò una serie di dipinti che rendevano omaggio ai suoi amici; tuttavia verso la fine degli anni sessanta Rahon dipingeva sempre più raramente. Si ritirò dal mondo dell'arte con un'ultima esposizione retrospettiva presso il Palacio de Bellas Artes nel 1986, sponsorizzata da Teresa del Conde, che all'epoca dirigeva l'Instituto Nacional de Bellas Artes y Literatura (INBAL). L'isolamento in cui Rahon visse negli ultimi anni causò la mancata promozione della sua opera, al punto da venire quasi dimenticata dalle nuove generazioni di artisti e di storici dell'arte, nonostante l'importante ruolo da lei avuto nello sviluppo dell'arte messicana. Nel 2009, tuttavia, il Museo de Arte Moderno le dedicò una retrospettiva, che, insieme ad una contemporanea mostra collettiva presso il Museo Mural Diego Rivera, ripropose le sue opere che non erano più state esposte dal 1986.

## L'arte di Rahon
Inizialmente Alice Rahon trovò la propria espressione attraverso la poesia, influenzata dallo stile surrealista di Paalen, con cui rievocava scene e paesaggi dell'infanzia, l'infermità e la nostalgia.
Dopo l'arrivo in Messico iniziò a dipingere, dapprima servendosi di acquarelli che meglio riproducevano i colori del luogo. In seguito creò disegni, collage ed oggetti. Se pure dipinse ad olio la maggior parte delle tele successive, a differenza di altre artiste surrealiste contemporanee, come lei emigrate dall'Europa al Messico, ad esempio Remedios Varo e Leonora Carrington, Rahon non si limitò ad utilizzare i colori ad olio, bensì sperimentò altre tecniche, in special modo quelle legate alla struttura, mostrando l'influenza di Rufino Tamayo e fu fra le prime ad utilizzare la sabbia e lo sgraffito.
Ciò che più influenzò la sua produzione artistica furono il surrealismo, specie quello di Paalen, ed il Messico, oltre alla poesia, resa in particolare attraverso l'utilizzo dei colori, la luce ed i paesaggi, e le pitture primitive e l'arte tribale viste durante i viaggi. Le sue opere vennero definite come primitive ed intensamente poetiche, "un respiro di vita interiore".
I suoi temi includevano paesaggi, elementi mitologici e naturali, leggende, festività messicane, ritratti insieme a città mitologiche che rappresentano mondi introspettivi; fra gli elementi più frequentemente ricorrenti, l'acqua venne riprodotta sia attraverso la forma sia tramite il colore azzurro. Una serie di quadri fu dedicata ai fiumi, sul genere di quelli creati da Paul Klee.
Rahon amava rendere omaggio agli artisti che più ammirava: dipinse quadri in onore di Giorgio de Chirico, Joan Miró, Pablo Neruda, Diego Rivera e Frida Kahlo. A quest'ultima in particolare dedicò La balada de Frida Kahlo, creato poco dopo la morte di Frida, e Frida aux yeux d’hirondelle del 1956, rifatto una decina d'anni più tardi.
Fin dall'inizio le opere di Rahon raggiunsero un certo grado di maturità; rappresentavano qualcosa di concreto, quasi sempre fenomeni naturali, e contenevano elementi astratti, che il Messico dell'epoca non era pronto ad accettare. Pur di matrice surrealista, l'opera di Alice Rahon sancì infatti l'inizio dell'astrattismo nel Messico degli anni quaranta, insieme a quella di Carlos Mérida, Gunther Gerzso e Wolfgang Paalen.

## Alcune opere

### Poesia
- À même la terre, 1936, Éditions Surréalistes
- Sable couché, 1938, Éditions Sagesse
- Noir animal, 1941, Éditions Dolores
- Au pays de Paalen, 1960
- Poèmes inédits, in Pleine Marge n. 4, dicembre 1986
- Salamandra - Salamandre, bilingue (spagnolo e francese), pubblicato postumo nel 1996.

### Pittura
- Le Sourire de la mort, 1939
- Poème-tableau, 1942, guazzo, pubblicato sul primo numero di Dyn
- Oiseau sur la ville, 1943, guazzo, 43,2 × 72 cm, collezione privata, Dallas[32]
- Le Dernier troupeau, 1945, olio su tela, 18 × 21,5 cm, collezione privata, Stati Uniti d'America[33]
- Autoportrait en Alice au pays des merveilles, 1951, olio su tela, 91 × 60 cm, collezione privata, Messico[34]
- La Ballade de Frida Kahlo, 1956
- La Gente del Tecolote, 1961, olio su tela, collezione privata, Dallas[35]
- Homme traversé par une rivière/Hommage à André Breton, 1967, olio su carta di riso, 57 × 44 cm, collezione privata, Messico[36]
- Le Toucan et l'arc-en-ciel, 1967, olio su tela, 69 × 90 cm, collezione privata, Messico[37]
- Une géante nommée Solitude, 1975.

### Cinema
- Le Magicien, 1947.

## Esposizioni personali[3]
- 1944, 1945, 1946, 1951: Galeria de Arte mexicano, Messico
- 1945: Stendhal Art Gallery, Los Angeles
- 1945: Art of this Century, New York
- 1945: Caresse Crosby Gallery, Washington
- 1945, 1953: Art Institute, San Francisco
- 1948, 1951, 1955: Willard Gallery, New York
- 1955: Galerie de la Cour d'Ingres, Parigi
- 1956, 1965: Galeria El Eco, Messico
- 1957, 1959, 1960, 1962, 1963, 1964: Galeria Antonio Souza, Messico
- 1958, 1965: Galeria IFAL, Messico
- 1961: Worth Avenue Gallery, Palm Beach
- 1962: Louisiana Gallery, Houston
- 1962: Galeria Juliana Larsson, Beirut
- 1967: Galeria Misrachi, Messico
- 1986: Palacio de Bellas Artes, Messico (retrospettiva)